# Campeonato Cearense de Futebol de 2018
O Campeonato Cearense de Futebol de 2018 foi a 104ª edição do torneio. Nesta edição, mais da metade dos participantes foram da capital, Fortaleza. A última vez que isso havia acontecido foi no campeonato de 1994, 24 anos antes. A competição premiou os clubes com duas vagas para a Copa do Brasil de 2019, uma para a Copa do Nordeste de 2019, duas para a Série D de 2019 e uma para a Copa dos Campeões Cearenses de 2019.

## Regulamento
O Campeonato foi disputado em quatro fases: Primeira Fase, Segunda Fase, Semifinal e Final.
Na Primeira Fase, os clubes jogam entre si em partidas de ida, totalizando nove jogos para cada clube. Ao final, os seis primeiros se classificam para a Segunda Fase. Em contrapartida, os clubes colocados em 9º e 10º lugares descendem para a Série B em 2019. Em caso de empate em pontos ganhos entre dois ou mais clubes ao final da Primeira Fase, o desempate, para efeito de classificação, é efetuado observando-se os critérios abaixo:
1. Maior número de vitórias;
2. Maior saldo de gols;
3. Maior número de gols pró;
4. Confronto direto (entre dois clubes somente);
5. Sorteio.

Na Segunda Fase, os seis clubes classificados na Primeira Fase jogam entre si em partidas de ida, totalizando cinco jogos para cada clube. Ao final, os quatro primeiros são classificados para a Semifinal. Em caso de empate em pontos ganhos entre dois ou mais clubes ao final da Segunda Fase, o desempate, para efeito de classificação, é efetuado observando-se os critérios abaixo:
1. Maior número de vitórias;
2. Maior saldo de gols;
3. Maior número de gols pró;
4. Confronto direto (entre dois clubes somente);
5. Sorteio.

Na Semifinal, os quatro clubes qualificados jogam ida e volta, com mando de campo do segundo jogo para o clube com melhor classificação na Segunda Fase nos seguintes grupos:
- GRUPO C: 1° Colocado da Segunda Fase x 4° Colocado da Segunda Fase
- GRUPO D: 2° Colocado da Segunda Fase x 3° Colocado da Segunda Fase

Ao final dos dois jogos, em caso de empate em pontos e no saldo de gols, o clube com melhor classificação na Segunda Fase é classificado.
Na Final, os clubes vencedores do confronto semifinal jogam em partidas de ida e volta, com mando de campo no segundo jogo para o clube com melhor campanha, considerando apenas as partidas das semifinais. Em caso de empate em pontos ganhos e saldo de gols entre os dois clubes ao final da segunda partida, considera-se campeã a equipe de melhor campanha.
O campeão garante uma vaga na Copa do Nordeste de 2019 e na Copa dos Campeões Cearenses de 2019, os dois finalistas recebem as duas vagas na Copa do Brasil de 2019, e as duas melhores equipes classificadas, excluindo Ceará e Fortaleza, recebem duas vagas na Série D de 2019. A equipe de melhor campanha que não seja sediada em Fortaleza é considerada Campeã do Interior 2018.

## Participantes
| Equipe              | Cidade            | Em 2017      | Estádio (capacidade)       | Títulos             |
| ------------------- | ----------------- | ------------ | -------------------------- | ------------------- |
| Ceará               | Fortaleza         | 1° (Série A) | Castelão (63.903)          | 44 (último em 2017) |
| Ferroviário         | Fortaleza         | 2° (Série A) | Presidente Vargas (20.268) | 9 (último em 1995)  |
| Floresta            | Fortaleza         | 2º (Série B) | Castelão (63.903)          | 0 (não possui)      |
| Fortaleza           | Fortaleza         | 3° (Série A) | Castelão (63.903)          | 40 (último em 2016) |
| Guarani de Juazeiro | Juazeiro do Norte | 4° (Série A) | Romeirão (10.000)          | 0 (não possui)      |
| Horizonte           | Horizonte         | 5º (Série A) | Domingão (10.400)          | 0 (não possui)      |
| Iguatu              | Iguatu            | 1º (Série B) | Agenorzão (8.000)          | 0 (não possui)      |
| Maranguape          | Maranguape        | 6º (Série A) | Domingão (10.400)          | 0 (não possui)      |
| Tiradentes          | Fortaleza         | 7º (Série A) | Castelão (63.903)          | 1 (último em 1992)  |
| Uniclinic           | Fortaleza         | 8° (Série A) | Castelão (63.903)          | 0 (não possui)      |

## Primeira Fase
| Classificação | Classificação       | Classificação | Classificação | Classificação | Classificação | Classificação | Classificação | Classificação | Classificação | Classificação | Classificação |
| Pos           | Times               | Pts           | J             | V             | E             | D             | GP            | GC            | SG            | %             |               |
| ------------- | ------------------- | ------------- | ------------- | ------------- | ------------- | ------------- | ------------- | ------------- | ------------- | ------------- | ------------- |
| 1             | Fortaleza           | 21            | 9             | 7             | 0             | 2             | 22            | 9             | +13           | 78            |               |
| 2             | Ceará               | 19            | 9             | 6             | 1             | 2             | 22            | 11            | +11           | 70            |               |
| 3             | Iguatu              | 18            | 9             | 5             | 3             | 1             | 14            | 8             | +6            | 67            |               |
| 4             | Ferroviário         | 17            | 9             | 5             | 2             | 2             | 15            | 11            | +4            | 63            |               |
| 5             | Atlético Cearense   | 15            | 9             | 4             | 3             | 2             | 12            | 12            | 0             | 56            |               |
| 6             | Floresta            | 13            | 9             | 3             | 4             | 2             | 13            | 12            | +1            | 48            |               |
| 7             | Horizonte           | 11            | 9             | 3             | 2             | 4             | 12            | 16            | –4            | 41            |               |
| 8             | Guarani de Juazeiro | 6             | 9             | 2             | 0             | 7             | 12            | 22            | –10           | 22            |               |
| 9             | Tiradentes-CE       | 5             | 9             | 1             | 2             | 6             | 13            | 18            | –5            | 19            |               |
| 10            | Maranguape          | 1             | 9             | 0             | 1             | 8             | 3             | 19            | –16           | 4             |               |

|  |                                   |
|  | Classificados para a Segunda Fase |
|  | Rebaixados para a Segunda Divisão |

| Resultados          | Resultados | Resultados | Resultados | Resultados | Resultados | Resultados | Resultados | Resultados | Resultados | Resultados |
|                     | CEA        | FER        | FLO        | FOR        | GJU        | HOR        | IGU        | MAR        | TIR        | UNI        |
| ------------------- | ---------- | ---------- | ---------- | ---------- | ---------- | ---------- | ---------- | ---------- | ---------- | ---------- |
| Ceará               | —          | 1-1        | 1-3        | 2-0        | 5-2        | 2-1        | 1-2        | 5-1        | 3-1        | 2-0        |
| Ferroviário         | 1-1        | —          | 1-1        | 1-3        | 1-0        | 4-0        | 1-1        | 2-1        | 2-1        | 1-4        |
| Floresta            | 3-1        | 0-2        | —          | 2-3        | 2-1        | 2-1        | 1-1        | 0-0        | 2-2        | 1-1        |
| Fortaleza           | 0-2        | 3-1        | 3-2        | —          | 4-0        | 1-2        | 3-1        | 2-0        | 2-1        | 4-0        |
| Guarani de Juazeiro | 2-5        | 0-1        | 1-2        | 0-4        | —          | 1-2        | 1-3        | 2-0        | 4-3        | 1-2        |
| Horizonte           | 1-2        | 0-4        | 1-2        | 2-1        | 2-1        | —          | 0-1        | 2-1        | 2-2        | 2-2        |
| Iguatu              | 2-1        | 1-1        | 1-1        | 1-3        | 3-1        | 1-0        | —          | 2-0        | 2-0        | 1-1        |
| Maranguape          | 1-5        | 1-2        | 0-0        | 0-2        | 0-2        | 1-2        | 0-2        | —          | 0-3        | 0-1        |
| Tiradentes-CE       | 1-3        | 1-2        | 2-2        | 1-2        | 3-4        | 2-2        | 1-3        | 3-0        | —          | 0-1        |
| Atlético Cearense   | 0-2        | 4-1        | 1-1        | 0-4        | 2-1        | 2-2        | 1-1        | 1-0        | 1-0        | —          |

| Legenda: Vitória do mandante — Vitória do visitante — Empate Em vermelho os jogos da próxima rodada; Em negrito os jogos "clássicos". |

### Desempenho por rodada
Clubes que lideraram ao final de cada rodada:
| 1   | 2   | 3   | 4   | 5   | 6   | 7   | 8   | 9   |
| CEA | CEA | FOR | FOR | FOR | FOR | FOR | FOR | FOR |

Clubes que ficaram na última posição ao final de cada rodada:
| 1   | 2   | 3   | 4   | 5   | 6   | 7   | 8   | 9   |
| UNI | UNI | GJU | MAR | MAR | MAR | MAR | MAR | MAR |